# Мірошник Родіон Валерійович
Родіо́н Вале́рович Мірошник (рос. Родион Валерьевич Мирошник; нар. 31 січня 1974, Луганськ, Українська РСР) — колишній український політичний діяч, колобораціоніст з Росією, журналіст, пропагандист. "Посол" та радник ватажка терористичного угруповання ЛНР у РФ з 6 травня по 4 жовтня 2022.
Керівник прес-служби голови Луганської ОДА Олександра Єфремова (1997—2004), прес-секретар лідера Партії регіонів України Віктора Януковича (2005—2006). Генеральний директор Луганської обласної державної телерадіокомпанії (2006—2010). Депутат Луганської обласної ради від Партії регіонів (2007—2014).
Кандидат історичних наук. Заслужений журналіст України (позбавлений звання у 2023). Представник Луганської народної республіки на переговорах у Контактній групі щодо мирного врегулювання ситуації на сході України (2015—2022).

## Біографія
Родіон Мірошник народився 31 січня 1974 року в Луганську Української РСР.
Закінчив 1996 року Луганський державний педагогічний інститут ім. Т. Г. Шевченка за спеціальністю «викладач історії, соціальних дисциплін та англійської мови», після якого викладав англійську мову в школі та працював перекладачем.
Працював режисером у телекомпанії «Луга-ТВ», потім редактором відділу інформації Луганської обласної державної телерадіокомпанії (ЛОГТРК). В 1997 був завідувачем прес-служби та керівником відділу по взаємодії з громадськістю ЛОГТРК. З 2004 до 2006 року обіймав посаду голови правління ЗАТ «ЛОТ» у Луганську.
З 2004 по 2006 рік — голова правління ЗАТ «ЛОТ» міста Луганська.

### Політична діяльність
У 2005—2006 роках — керівник пресслужби голови Луганської ОДА Олександра Єфремова, прессекретар прем'єр-міністра Віктора Януковича.
З 2006 по 2010 рік — гендиректор Луганської обласної держтелерадіокомпанії.
У 2010 році став депутатом Луганської облради від Партії регіонів.
З квітня 2010 до осені 2011 року — заступник голови Луганської обласної держадміністрації з питань гуманітарної політики.

#### Після 2014 року
Під проросійських митингів на сході та півдні України, перейшов на бік російських окупантів. У липні поїхав до Москви, потім до Харкова, Києва . Восени повернувся до ЛНР та 13 грудня став керівником ЦВК ОД «Світ Луганщини». З 2015 по 2022 рік був представником Луганської Народної Республіки на переговорах у Контактній групі щодо мирного врегулювання ситуації на сході України . З 2017 року був Радником Голови ЛНР Леоніда Пасічника із зовнішніх зв'язків .
6 травня 2022 призначений послом Луганської Народної Республіки в Російській Федерації.
Регулярний учасник ток-шоу Володимира Соловйова та передачі " 60 хвилин " на телеканалі " Росія-1 "  .

## Кримінальне провадження
У 2017 році прокуратура Луганської області оголосила Мірошника в розшук. Йому інкримінують злочини, передбачені ч. 1 ст. 109 («Умисні дії, спрямовані на пособництво насильницькому поваленню конституційного ладу і захопленню державної влади»), ч. 2 ст. 110 («Умисні дії, спрямовані на зміну меж території і державного кордону України на порушення порядку, встановленого Конституцією України»), ч. 1 ст. 258-3 («Участь в діяльності терористичної організації») КК України.

## Українофобні заяви
У 2012 році під час обговорення закону про мови на сесії Луганської облради Родіон Мірошник заявив, що «люди, які навчаються українською — це недораса». Згодом на нього подали до Ленінського районного суду міста Донецька за ці висловлювання.
|  | Українську мову гноблять, українську мову потрібно захистити! "Та що ж це за мова така нещасна, якщо її потрібно захистити від усього, якщо ця мова має рости в оранжереї? Тобто виходить, що на цій мові, якщо ми вчимо своїх дітей, то ми позбавляємо їх всього, ми ростимо просто недо..., недорасу |

## Санкції

Країни, де Родіон Мірошник знаходиться під санкціями

15 січня 2023 року, через російське вторгнення Росії в Україну, внесений до списку санкцій України, передбачається блокування активів на території країни, призупинення виконання економічних і фінансових зобов'язань, припинення культурних обмінів і співробітництва, позбавлення українських держнагород.
У червні 2024 року проти Мірошника введено персональні санкції ЄС за підтримку путінського режиму.